# Rockwood (Manitoba)
Rockwood es un municipio rural canadiense situado en la provincia de Manitoba.

## Superficie
Rockwood tiene una superficie de 1184,89 km².

## Demografía
En 2021, tenía 8440 habitantes, una densidad poblacional de 7,1 hab./km², y 2927 viviendas.